# کتابخانه جنسیس
لایبراری جینیسیس لیبجن کتابخانه جنسیس (به انگلیسی: LibGen، مخفف Library Genesis) یک موتور جستجو برای یافتن کتاب و مقالات علمی است که به کاربر اجازه دسترسی به محتوای پولی منتشر شده توسط ناشران و ژورنال‌های مختلف را می‌دهد. این موتور جستجو، امکان دسترسی به فایل پی.دی. اف پورتال ساینس دیرکت (وابسته به الزیور) را برای کاربران خود فراهم می‌سازد.
در سال ۲۰۱۵، مؤسسه الزویر، علیه این پایگاه اینترنتی به دادگاهی در ایالات متحده شکایت و آن را به دسترسی غیرمجاز به مقالات و کتاب‌های خود محکوم کرد. از آنجا که لایبجن در روسیه و نیز شهر آمستردام (هلند) ثبت شده است، بررسی وضعیت دقیق حقوقی آن کار دشواری است. همچنین مشخص نیست که آیا متهمان حاضرند در دادگاه ایالات متحده حضور یابند یا خیر. هم‌اکنون برخی آی.اس. پی‌ها در بریتانیا، دسترسی به این پایگاه را محدود کرده‌اند. در اکتبر سال ۲۰۱۵، دادگاهی در منطقهٔ نیویورک، دستور تعلیق دامنهٔ این پایگاه (libgen.org) را داد، اما این تارنما همچنان از طریق دامنه‌های جایگزین در دسترس کاربران قرار دارد.
لینک جدیدی که این وبگاه از آن استفاده می‌کند (gen.lib.rus.ec) می‌باشد.

## پیش‌زمینه
این پروژه نخستین‌بار در سال ۲۰۰۸ توسط دانشمندان روسی به‌وجود آمد؛ که در واقع در پاسخ به دسترسی آزاد به کتاب‌هایی که دسترسی به آن‌ها بدون پرداختن هزینهٔ کتاب‌ها مقدور نمی‌باشد.